# Villa El Carmen
Villa El Carmen – miasto w Nikaragui, w departamencie Managua.